# Els Prats de Rei
Els Prats de Rei est une commune située en Catalogne en Espagne. Elle appartient à la Province de Barcelone et plus précisément au district de Igualada, dans la comarque du Anoia. La langue dominante officielle est le catalan.

## Géographie
La ville est située dans la zone connue comme la dépression centrale catalane, sur le plateau de la Segarra. Son territoire se situe entre 600 et 750 mètres d'altitude.

### Climat
Elle a un climat de transition méditerranéen-continental, avec des pluies rares, des étés sec et chauds, des hivers froids, donnant lieu à de fréquentes gelées.

## Histoire
Aux Ve siècle av. J.-C. - IIIe siècle av. J.-C.,  la contrée était déjà habitée. Pendant l'Empire romain, la localité était capitale d'un Municipium Sigarrensis (toponyme dont le nom se retrouve dans celui de la comarque de Segarra), selon une inscription retrouvée datant du Ier siècle.
En 1188, le roi d'Aragon lui concéda une Charte de Repeuplement (Carta Puebla).
En 1711, durant la Guerre de Succession d'Espagne, Guido Starhemberg prit la décision de replier ses troupes à l'intérieur de la Catalogne après d'échec de la prise de Madrid, car Lleida continuait à être sous le contrôle des Bourbons depuis 1707 et se maintenir en Aragon supposait laisser l'arrière-garde à découvert. Les troupes se regroupèrent pour atteindre l'effectif de 20 000 hommes. Le front se stabilisa et ils récupérèrent une partie d'Urgell, de la Segarra et de l'Anoia. Les opérations gagnèrent d'intensité jusqu'à la Bataille d'els Prats de Rei, lors de laquelle les alliés s'emparèrent des positions et l'armée de Louis-Joseph de Vendôme s'est vue obligée de reculer jusqu'à Cardona, où elle fut assiégée mais où elle résista dans la forteresse.

## Lieux et monuments

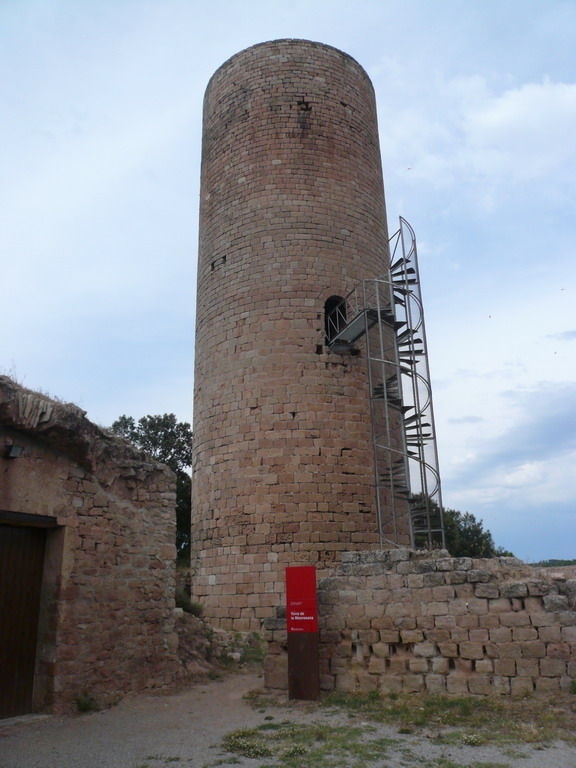
Tour de la Manresana

- Sur La Manresana se dressait un château dont la tour cylindrique est parfaitement conservée.
- Els Prats de Rei était une ville totalement fortifiée. Dans ses rues, qui débouchent sur la Grand-Place (Plaza Major) qui est partiellement entourée de portiques, on trouve des édifices remarquables comme l'Hôtel de Ville, avec de grandes baies et des éléments de style gothique.
- L'église paroissiale, dédiée à Sainte Marie, de style baroque, a été édifiée entre 1685 et 1713.

## Fêtes
- Depuis 1971 est représentée chaque année dans les rues du centre du village une crèche vivante, qui se déroule avec un accompagnement musical composé par Valentí Miserachs Grau. Lors de la scène de l'adoration des pâtres est exécutée la danse des quatre cantons, qui est une danse traditionnelle locale.